# Katharine Elizabeth O'Brien
Katharine Elizabeth O'Brien (Amesbury, Massachusetts, 10 de abril de 1901 – 10 de abril de 1998) foi uma matemática, música e poetisa estadunidense.

## Vida
Nascida em Amesbury, Massachusetts, seus pais imigraram da Irlanda e depois se mudaram para o Maine quando ela tinha três anos de idade. Foi oradora da turma quando se formou na Deering High School em Portland, Maine, em 1917. Estudou então no Bates College, onde graduou-se em 1922 com honras em matemática e ciências. Apesar de suas especializações focadas na ciência, também dedicou-se à poesia e música.

## Ensino superior e carreira
O'Brien continuou a frequentar cursos de matemática no Smith College de 1922 a 1923. Em 1924 obteve um mestrado em matemática na Universidade Cornell, com foco principal em geometria e um pouco menor em análise. Lecionou matemática em 1925, na Jordan High School em Lewiston, Maine. Fez parte do corpo docente do College of New Rochelle como professora de inglês, mas logo passou a lecionar matemática. Tornou-se diretora do departamento de matemática e permaneceu no cargo por 11 anos.
Começando em 1936 um doutorado na Universidade Brown, obteve um Ph.D. em análise matemática em 1939. Seu orientador foi Jacob Tamarkin, com a tese Some Problems in Interpolation by Characteristic Functions of Linear Differential Systems of the Fourth Order.
In 1940 foi professora da Deering High School em Portland, Maine, onde permaneceu até aposentar-se em 1971.

## Publicações
Publicou Sequences (Houghton-Mifflin Mathematics Enrichment Series, 1966). Algumas de suas poesias foram reunidas no livro Excavation and Other Verse (Anthoensen Press, 1967).

## Reconhecimentos
A Universidade do Maine concedeu-lhe um doutorado honoris causa em 1960, e o Bowdoin College concedeu-lhe outro em  1965.
O'Brien recebeu o Deborah Morton Award em 1985, um prêmio anual para mulheres de distinção do Maine.
Foi fellow da International Academy of Poetry e eleita em 1967 membro da Academia de Ciências de Nova Iorque.